# ذا تونايت شو
ذا تونايت شو (بالإنجليزية: The Tonight Show)‏ هو برنامج حواري أمريكي في وقت متأخر من الليل يتم بثه حاليًا من NBC Studios في مركز Rockefeller في مدينة نيويورك، وهو الموقع الأصلي للعرض (تقليد أوقفته عقود من الاستوديوهات المختلفة في منطقة لوس أنجلوس)، وقد يُذاع على قناة NBC منذ عام 1954. وقد استضاف العرض ستة فنانين كوميديين: ستيف ألين ، وجاك بار ، وجوني كارسون ، وجاي لينو ، وكونان أوبراين ، وجيمي فالون. كان لديه العديد من المضيفين الضيوف المتكررين بما في ذلك إرني كوفاكس خلال حقبة ستيف ألين وجوي بيشوب وديفيد ليترمان وجوان ريفرز وديفيد برينر وجاي لينو أثناء قيادة جوني كارسون (إلى جانب العشرات من البدائل العرضية) ، على الرغم من التخلي عن هذه الممارسة منذ رحيل كارسون، مع تفضيل المضيفين لإعادة عرض المنافسين المحتملين. The Tonight Show هو أطول برنامج حواري في العالم وأطول برنامج ترفيهي مجدول بانتظام في الولايات المتحدة. إنه ثالث أطول عرض على NBC، بعد برنامجي الأخبار والحوارات Today and Meet the Press.

## وصلات خارجية
- الموقع الرسمي

لم يتم العثور على روابط لمواقع التواصل الاجتماعي.